# 2009 aux Fidji
Cet article présente les faits marquants de l'année 2009 aux Fidji.

## Évènements
- Samedi 10 janvier 2009 : une dépression tropicale frappe l'Ouest de l'île de Viti Levu, provoquant onze morts, d'importantes inondations, et déplaçant 6 000 personnes[1]..

- Dimanche 11 janvier 2009 : mort à Suva d'Epeli Hau‘ofa (70 ans), écrivain et anthropologue, citoyen des Fidji d'origine tongienne[2]..

- Mardi 27 janvier 2009 : les dirigeants des quinze pays du Forum du Pacifique, hors Fidji, se réunissent en Papouasie-Nouvelle-Guinée pour discuter d'éventuelles sanctions à l'égard du régime fidjien, qui a récemment repoussé les élections démocratiques « à 5 ou 10 ans » après un coup d'État en 2006 pour envisager une série de mesures, y compris une suspension des Fidji du Forum, organisation régionale regroupant en tout 16 pays dont l'Australie et la Nouvelle-Zélande[3]. Le chef des armées des Fidji, Frank Bainimarama qui a pris le pouvoir dans l'archipel après un coup d'État, sans effusion de sang, en décembre 2006, avait promis d'organiser des élections en mars 2009.

- Mars : des élections législatives étaient prévues pour cette date[4], mais ont été reportées sine die[5]..

- Jeudi 9 avril 2009 : la Cour d'Appel juge que le gouvernement « de transition » issu du coup d'État militaire de décembre 2006 et dirigé par le premier ministre Frank Bainimarama est illicite. Un tribunal de moindre rang avait reconnu la légitimité de ce gouvernement en octobre 2008, arguant que le président Josefa Iloilovatu avait usé de manière légitime de ses pouvoirs constitutionnels en nommant Bainimarama en temps de crise. Le premier ministre démissionne immédiatement[6],[7].

- Vendredi 10 avril 2009 : le président Iloilovatu décrète qu'il prend les pleins pouvoirs, qu'il abroge la Constitution et qu'il démet tous les juges de leurs fonctions[8].

- Samedi 11 avril 2009 : le président Iloilovatu nomme Frank Bainimarama premier ministre à nouveau, avec un mandat de cinq ans pour mener une réforme du système électoral -censée mettre fin aux politiques fondées sur les distinctions « raciales »- et organiser des élections démocratiques pour 2014 au plus tard[9]. Les médias sont dorénavant censurés par l'armée[10]. Le président Ratu Josefa Iloilo a auparavant annulé la Constitution de 1997 et limogé l'ensemble de la magistrature du pays.

- Mardi 14 avril 2009 : le gouverneur de la Banque centrale, Savenaca Narube, est limogé et un contrôle des changes est mis en place pour prévenir la fuite des capitaux. Le ministre des Affaires étrangères, Murray McCully, estime que l'économie des Fidji allait mal, avant même la crise politique de la semaine dernière, ajoutant que les militaires ne comprenaient pas le rôle de la banque centrale.

- Mercredi 15 avril 2009 : le premier ministre Frank Bainimarama affirme être déterminé à mener à bien les réformes alors que l'archipel du Pacifique est plongé dans une grave crise après l'abrogation de la Constitution par le président. Il affirme aussi vouloir défendre la mise en place de mesures d'état d'urgence, comme le décret autorisant les médias fidjiens à publier uniquement des informations « positives » sur la situation du pays. Le dollar fidjien est dévalué de 20 % par la banque centrale, alors que l'archipel est plongé dans une grave crise après l'abrogation de la Constitution par le président.

- Mardi 1er septembre 2009 : le  secrétaire général du Commonwealth, Kamalesh Sharma, annonce la suspension des îles Fidji de ses instances, les autorités de l'archipel du Pacifique n'ayant pas respecté le délai fixé pour l'ouverture de négociations sur le retour à la démocratie. Le Commonwealth exigeait que les Fidji relancent un forum multipartite destiné à préparer la voie à des élections législatives. Le premier ministre Frank Bainimarama, qui avait initialement promis des élections cette année, a désormais exclu tout scrutin avant 2014 et déclare que son pays pourrait se passer du Commonwealth[11].